# Койне
Койне́ (греч. Κοινὴ Ἑλληνική «общий греческий», или ἡ κοινὴ διάλεκτος, «общий диалект») — распространённая форма греческого языка, возникшая в постклассическую античную эпоху. Может называться также александрийским или же общеаттическим диалектом, греческим языком эллинистической эпохи. Койне было первым надрегиональным диалектом Греции и впоследствии стало лингва-франка для населения восточного Средиземноморья и древнего Ближнего Востока, — в том числе и в римский период. Койне является основным предком современного греческого языка.
Литературное койне использовалось в большинстве литературных и научных произведений на греческом языке в постклассический период, таких как работы Плутарха и Полибия. В числе прочего, койне — это также язык Септуагинты (собрания переводов Ветхого Завета на древнегреческий язык, выполненных в III—I веках до н. э. в Александрии), христианского Нового Завета и наиболее ранних христианских богословских трудов отцов Церкви. В этом контексте койне также именуется «греческим языком Нового Завета», «библейским» или «патристическим греческим языком».
| Западная группа: Дорийский Северо-западный | Центральная группа: Эолийские Аркадо-кипрский | Восточная группа: Аттический Ионийские |
| Ахейский (северный) дорийский              |                                               |                                        |

## История
- Темно-синий: районы, где грекоязычное население, составляли большинство.
- Светло-голубой: области, которые были эллинизированы.

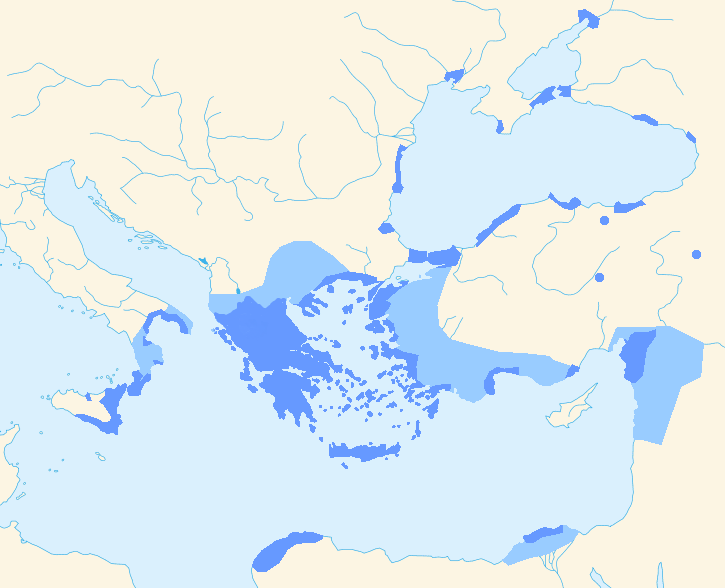
Грекоязычные области в эллинистический период (с 323 по 31 год до н. э.).
- Темно-синий: районы, где грекоязычное население, составляли большинство.
- Светло-голубой: области, которые были эллинизированы.

Койне изначально возникло в качестве общего диалекта в армиях Александра Македонского. По мере того, как союзные греческие государства под предводительством Македонии завоёвывали и колонизировали ойкумену, их новосформировавшийся общий диалект распространялся от Египта до границ Индии. Хотя элементы койне оформились уже в позднеклассическую эпоху, постклассический период греческого языка датируется от смерти Александра Великого в 323 году до н. э., когда на язык стали влиять культуры, находившиеся под эллинистическим влиянием. Началом следующего периода развития языка, известного как среднегреческий язык, считается основание Константинополя Константином I в 330 году н. э. Таким образом, постклассический период греческого языка охватывает создание и развитие койне на протяжении всего периода эллинистической и римской эпох, вплоть до начала Средних веков.

## Термин «койне»
Койне (Κοινή), от греческого «общий» — термин, применявшийся античными учёными к нескольким формам греческого языка. Школа Аполлония Дискола и Элия Геродиана употребляла термин «койне» в отношении протогреческого языка, в то время как другие учёные использовали его в отношении любой локальной формы греческого, отклонявшейся от литературной нормы. По мере того, как койне становилось языком литературы, некоторые стали различать две формы: эллинскую (греческую) как литературную постклассическую форму, и койне (общую) — распространённую народную форму. Другие использовали термин «койне» в отношении александрийского диалекта (Περὶ τῆς Ἀλεξανδρέων διαλέκτου), в этом значении он часто используется современными классицистами.

## Происхождение
Лингвистические корни общегреческого диалекта оставались неясными со времён античности. В эллинистическую эпоху большинство учёных считало койне результатом смешивания четырёх основных диалектов древнегреческого языка, «ἡ ἐκ τῶν τεττάρτων συνεστῶσα» («соединение четырёх»). Этот взгляд был поддержан в начале XX века австрийским лингвистом Кречмером в книге «Die Entstehung der Koine» («Появление койне») (1901), в то время как немецкий учёный Виламовиц-Меллендорф и французский лингвист Антуан Мейе, исходя из наличия в койне сильных аттических элементов, например σσ вместо ττ и ρσ вместо ρρ (θάλασσα — θάλαττα, ἀρσενικός — ἀρρενικός), считали койне упрощённой формой ионического диалекта. Окончательный ответ, который принят сегодня в научных кругах, дал греческий лингвист Г. Н. Хацидакис, который доказал, что несмотря на «соединение четырёх», стабильное ядро койне составляет аттический диалект. Другими словами, койне может считаться аттическим диалектом с примесью элементов других диалектов, прежде всего ионических, но также и других. Количество неаттических лингвистических элементов в койне могло различаться в зависимости от региона. В этом отношении говоры койне, распространённые в ионийских колониях Малой Азии и Кипра, имели более сильные черты ионического диалекта, чем в других районах эллинистического мира. Литературное койне эллинистического периода напоминает аттический диалект в такой степени, что его часто называют общим аттическим.

## Происхождение из древнегреческого
Исследование всех источников, относящихся к шести векам развития койне, показывает постепенное отклонение от древнегреческого языка в области фонетики, морфологии, синтаксиса, лексики и других элементов разговорного языка. Большинство новых форм первоначально было редким, постепенно становясь более частыми, и в конце концов стабилизировались в языке. Благодаря лингвистическим изменениям, койне получило значительное сходство со средневековым и современным греческим языком, и практически все черты новогреческого языка могут быть прослежены в сохранившихся текстах на койне. Так как большинство изменений между современным и древнегреческим произошли во времена развития койне, он в значительной степени понятен носителям современного греческого языка.

### Фонетика
В период существования «койне» произошли значительные фонетические изменения. В начале периода произношение было практически идентичным классическому древнегреческому, в то время как к концу эпохи имело больше общего с новогреческим языком.
Три наиболее значительных изменения за этот период включают потерю различия между долготой гласных, замену тонального ударения силовым и монофтонгизацию некоторых дифтонгов.
Эволюция фонетики показана ниже:
- Древнее различие между долгими и краткими гласными постепенно терялось, и со II века до н. э. все гласные стали равными по долготе[6].
- Со II века до н. э. способ акцентирования слова изменился с тонального на силовой, что означало, что ударный слог выделялся не музыкальным тоном, а произносился громче и/или сильнее[6].
- Придыхание, которое было практически утеряно в ионических говорах Малой Азии и эолийских Лесбоса, перестало произноситься и писаться в текстах для широкого употребления[6].
- ι (т. н. iota subscriptum) в дифтонгах с начальным долгим гласным (то есть в ᾱͅ, ῃ, ῳ) перестала произноситься и писаться в текстах для широкого употребления[6].
- Долгие дифтонги перед согласными уже к началу эпохи койне становились краткими, аналогичному сокращению подверглись и долгие гласные перед сонантами. Дифтонги αυ и ευ стали произноситься как [av] и [ev] (через [aβ], [eβ]), но перед глухими согласными θ, κ, ξ, π, σ, τ, φ, χ, и ψ частично ассимилировались в [af], [ef][6].
- Дифтонги αι, ει, и οι стали одиночными гласными. Таким же образом 'αι', которое с IV века до н. э. перешло в беотийском диалекте в долгое ε, выражавшееся на письме через η (например, πῆς, χῆρε, μέμφομη), в койне стало также сначала долгим ε, а затем кратким. Дифтонг 'ει' в некоторых регионах, например, в Аргосе, соединился с ι в V веке до н. э., а в Коринфе — в IV веке до н. э. (например, ΛΕΓΙΣ), и приобрёл это произношение также в койне. Дифтонг 'οι' приобрёл произношение современного французского 'U' (y), которое сохранялось до X века н. э. Дифтонг 'υι' стал произноситься как [yj] и остался в виде дифтонга. Дифтонг 'ου' уже с VI века до н. э. приобрёл звучание латинского 'U', которое сохранилось до наших дней[6].
- Простые гласные сохранили своё античное произношение, за исключением η, которая стала произноситься как ι, и υ, которая сохраняла произношение [y], как у современного французского 'U', только до X века н. э., а позже также стала произноситься как ι. Эти фонетические изменения привели к тому, что обычным было смешение на письме υ и οι. В то же время увеличилось употребление звука ι (иотацизм)[6].
- Согласные также в значительной степени сохранили древнее произношение, за исключением β, γ, δ, φ, θ, χ и ζ. Β, Γ, Δ (бета, гамма, дельта), которые изначально произносились как b, g, d, приобрели звучание v, gh, и dh ([v] (через β), [ɣ], [ð] в IPA), которое они имеют и сегодня, кроме случаев, когда перед ними стоят носовые согласные (μ, ν); в этом случае они сохраняют древнее звучание (например, γαμβρός — γαmbρός, άνδρας — άndρας, άγγελος — άŋgελος). Φ, Θ, Χ, изначально произносившиеся как придыхательные (/pʰ/, /tʰ/ и /kʰ/, соответственно), перешли во фрикативные [f] (через [ɸ]), [θ], и [x]. Наконец, буква Ζ, которая всё ещё включается в категорию двойных согласных вместе с ξ и ψ, так как она изначально произносилась как δσ [dz] или σδ [zd], приобрела звучание Z, которое существует в новогреческом языке[6].

### Морфология
- В системе именных частей речи произошло выравнивание подвидов в склонении на -α.
- Звательный падеж постепенно уступил место именительному, наблюдалось постепенно исчезновение дательного падежа (который, однако, будет возрождён).
- Двойственное число стало употребляться только во 2-м и 3-м лице (ионийский и эолийский койне его утратили вовсе). Упростилось греческое склонение по типам основ, трансформируясь в склонение по грамматическому роду (склонение мужского, женского и среднего рода).
- Синтетический тип превосходной степени прилагательных заменила превосходная степень, образованная от сравнительной с прибавлением артикля (μείξων, μειξότερος). Прилагательные распределились по 2 типам: на -ος, -α, -ον и -υς, -(ε)ια, -υ.
- В качестве неопределённого артикля стало выступать числительное εἱς (один).
- В системе глагола происходят не только изменения глагольных категорий, но и отдельных форм. Усилилась общая тенденция к образованию форм по аналогии. Произошло смешение окончаний I и II аористов, имперфекта и аориста I, а также взаимное проникновение формы глаголов на -αω и -εω. Началось употребление описательного императива для 1-го и 3-го лица; унифицировалось окончание 2-го лица императива настоящего времени и аориста. Аорист постепенно вытесняет перфект из употребления; оптатив редко употребляется.

## Библейское койне
Термин «библейское койне» относится к различным вариантам койне, использовавшимся в христианской Библии и связанных с ней текстах. Основными источниками являются:
- Септуагинта (III век до н. э.) — греческий перевод Ветхого Завета в составе еврейского Священного Писания и не вошедших в его состав так называемых второканонических книг, для которых не обнаружен источник, с которого они могли бы быть переведены (за исключением Книги премудрости Иисуса, сына Сирахова, для которой более половины древнееврейского текста было найдено в 1896 году[8] и фрагментов книги Товита найденных в 1947—1956 годах[9]);
- Новый Завет, написанный на греческом языке (хотя некоторые книги могли иметь иврито-арамейский субстрат и их язык мог подвергнуться семитскому влиянию).

Имеются некоторые разногласия относительно того, в какой степени греческий язык Библии соответствовал преобладающему направлению тогдашнего разговорного койне и в какой степени он содержит семитские черты субстрата. Семитское влияние могло быть вызвано как непосредственным переводом текстов с древнееврейского или арамейского оригинала, так и влиянием регионального варианта греческого языка, распространённого в среде говорящих по-арамейски евреев. Некоторые из черт, обсуждавшихся в этом контексте, — нормативное отсутствие в Септуагинте частиц μέν и δέ, а также использование ἐγένετο для перевода וַיְהִי‬ (церк.-слав. бысть, англ. it came to pass, в русских переводах как правило опускается). Некоторые черты библейского греческого, которые считаются изначально нестандартными, впоследствии перешли в нормативный греческий язык.
Термин «святоотеческий» греческий язык иногда применяется в отношении языка, на котором писали Отцы Церкви — ранние христианские теологи времён поздней античности. Христианские писатели первоначально склонялись к использованию простого стиля койне, сравнительно близкого к разговорному языку того времени, подражая примеру Библии. После IV века, когда христианство стало государственной религией Римской империи, стали использоваться более учёные варианты койне, подвергавшиеся влиянию аттицизмов.

### Греческий язык Нового Завета
Произношение койне, показанное в таблице, представляет собой реконструкцию новозаветного койне, происходящего в некоторой степени из диалектов, распространённых в Иудее и Галилее в I веке н. э., и похожих на диалекты, распространённые в Александрии Египетской. Следует обратить внимание на то, что некоторые фонемы отличаются от более стандартного аттического диалекта: мягкий фрикативный «bh», тяжёлый придыхательный «th», сохранение различия между четырьмя передними гласными «i», «ê», «e», и «y» (которая всё ещё огублена), и некоторые другие черты.
| Буква   | Греческий    | Латинский    | IPA          |
| Альфа   | α            | a            | ɑ            |
| Бета    | β (-β-)      | b (-bh-)     | b (-β-)      |
| Гамма   | γ            | gh           | ɣ            |
| Дельта  | δ            | d            | d            |
| Эпсилон | ε            | e            | ɛ            |
| Дзета   | ζ            | zz           | zː           |
| Эта     | η            | ê            | e            |
| Тета    | θ            | th           | tʰ           |
| Иота    | ι            | i            | i            |
| Каппа   | κ            | k            | k            |
| Ламбда  | λ            | l            | l            |
| Ми      | μ            | m            | m            |
| Ни      | ν            | n            | n            |
| Кси     | ξ            | ks           | ks           |
| Омикрон | ο            | o            | o            |
| Пи      | π            | p            | p            |
| Ро      | ρ            | r            | ɾ            |
| Сигма   | σ (-σ-/-σσ-) | s (-s-/-ss-) | s (-z-/-sː-) |
| Тау     | τ            | t            | t            |
| Ипсилон | υ            | y            | y            |
| Фи      | φ            | ph           | pʰ           |
| Хи      | χ            | kh           | kʰ           |
| Пси     | ψ            | ps           | ps           |
| Омега   | ω            | ô            | o            |
| .       | αι           | ai           | ɛ            |
| .       | ει           | ei           | i            |
| .       | οι           | oi           | y            |
| .       | υι           | yi           | yj           |
| .       | αυ           | au           | ɑw           |
| .       | ευ           | eu           | ɛw           |
| .       | ηυ           | êu           | ew           |
| .       | ου           | ou           | u            |

## Примеры
Следующие отрывки иллюстрируют фонетическое развитие койне. Реконструированная транскрипция имеет целью проиллюстрировать две стадии в развитии: ранний консервативный вариант, всё ещё относительно близкий к классическому аттическому диалекту, и несколько более поздний, приближающийся в некотором отношении к новогреческому языку.

### Пример 1
Следующий отрывок взят из постановления римского сената городу Фисбе (др.-греч. Θίσβαι) в Беотии в 170 году до н. э. Реконструированное произношение представляет гипотетический консервативный вариант материкового койне в начале эллинистической эпохи. Транскрипция показывает частичное, но не полное поднятие η и ει в /i/, сохранение тонального ударения, фрикативизацию γ в /j/ и её отсутствие в других взрывных согласных, а также сохранение начального /h/ (густого придыхания).
- περὶ ὧν Θισ[β]εῖς λόγους ἐποιήσαντο· περὶ τῶν καθ᾿αὑ[τ]οὺς πραγμάτων, οἵτινες ἐν τῇ φιλίᾳ τῇ ἡμετέρᾳ ἐνέμειναν, ὅπως αὐτοῖς δοθῶσιν [ο]ἷς τὰ καθ᾿  αὑτοὺς πράγματα ἐξηγήσωνται, περὶ τούτου τοῦ πράγματος οὕτως ἔδοξεν· ὅπως Κόιντος Μαίνιος στρατηγὸς τῶν ἐκ τῆς συνκλήτου [π]έντε ἀποτάξῃ οἳ ἂν αὐτῷ ἐκ τῶν δημοσίων πρα[γμ]άτων καὶ τῆς ἰδίας πίστεως φαίνωνται.

ˈperì hôːn tʰizbîːs lóɡuːs epojéːsanto; perì tôːn katʰ hautùːs praɡmátoːn, hoítines en tîː pʰilíaːi tîː heːmetéraːi enémiːnan, hópoːs autoîs dotʰôːsin hoîs tà katʰ hautùːs práɡmata ekseːɡéːsoːntai, perì túːtuː tûː práɡmatos húːtoːs édoksen; hópoːs ˈkʷintos ˈmainios strateːɡòs tôːn ek têːs syŋkléːtuː pénte apotáksiː, hoì àn autôːi ek tôːn deːmosíoːn praɡmátoːn kaì têːs idíaːs písteoːs pʰaínoːntai
«Относительно дел, с которыми были несогласны граждане Фисбы. Относительно их собственных вопросов: следующее решение было принято в отношении предложения, что те, кто остаётся верен нашей дружбе, должны получить возможность вести свои дела. Наш правитель Квинт Мений должен делегировать пять членов сената, которые кажутся ему подходящими в свете их общественной деятельности и личной добросовестности».

### Пример 2
Следующий отрывок, начало Евангелия от Иоанна, показан в реконструированном произношении, представляющем собой прогрессивный народный вариант койне начала христианской эпохи, в котором гласные приближаются в произношении к среднегреческим (как и отсутствие начального /h/ — густого придыхания).
- ἐν ἀρχῇ ἦν ὁ λόγος, καὶ ὁ λόγος ἦν πρὸς τὸν θεόν, καὶ θεὸς ἦν ὁ λόγος. οὗτος ἦν ἐν ἀρχῇ πρὸς τὸν θεόν. πάντα δι᾿ αὐτοῦ ἐγένετο, καὶ χωρὶς αὐτοῦ ἐγένετο οὐδὲ ἓν ὃ γέγονεν. ἐν αὐτῷ ζωὴ ἦν, καὶ ἡ ζωὴ ἦν τὸ φῶς τῶν ἀνθρώπων̣· καὶ τὸ φῶς ἐν τῇ σκοτίᾳ φαίνει, καὶ ἡ σκοτία αὐτὸ οὐ κατέλαβεν.

[ˈen arˈkʰi in o ˈloɣos, ke o ˈloɣos im bros to(n) tʰeˈo(n), ke tʰeˈos in o ˈloɣos. ˈutos in en arˈkʰi pros to(n) tʰeˈo(n). ˈpanda di aɸˈtu eˈjeneto, ke kʰoˈris aɸˈtu eˈjeneto ude ˈen o ˈjeɣonen. en aɸˈto zoˈi in, ke i zoˈi in to pʰos ton anˈtʰropon; ke to pʰos en di skoˈtia ˈpʰeni, ke i skoˈti(a) a(ɸ)ˈto u kaˈtelaβen]
«В начале было Слово, и Слово было у Бога, и Слово было Бог. Оно было в начале у Бога. Всё чрез Него начало быть, и без Него ничто не начало быть, что начало быть. В Нём была жизнь, и жизнь была свет человеков. И свет во тьме светит, и тьма не объяла его».

## Комментарии
1. ↑  Сами древние различали четыре диалекта: аттический, ионический, дорийский, эолийский.